# NGC 3755
NGC 3755 (другие обозначения — UGC 6577, MCG 6-26-8, ZWG 186.12, KUG 1133+366B, PGC 35913) — спиральная галактика в созвездии Большой Медведицы. Открыта Джоном Гершелем в 1831 году.
Ориентация и наклон диска, измеренная кинематически, отличается от этих же параметров, измеренных морфологически: оценка позиционного угла большой полуоси отличается на 9 градусов, оценка наклона — на 7. Галактика, возможно, имеет маломассивного компаньона HS 1134+3639, кроме того, на самой границе её диска наблюдается крупная область H II под названием HS 1134+3640.
Этот объект входит в число перечисленных в оригинальной редакции «Нового общего каталога».